# Mihail Papayannakis
Mihail Papayannakis (n. 19 august 1941 - d. 26 mai 2009) a fost un om politic grec, membru al Parlamentului European în perioada 1999-2004 din partea Greciei. 
1. ↑   http://www.hri.org/news/greek/ana/2009/09-05-27.ana.html#12 Lipsește sau este vid: |title= (ajutor)
2. ↑  Deputații în Parlamentul European
3. ↑   https://varvakio.gr/alumni/εκδήλωση-για-τον-μιχάλη-παπαγιαννάκη/ Lipsește sau este vid: |title= (ajutor)